# Plug computer
Pour les articles homonymes, voir Plug.

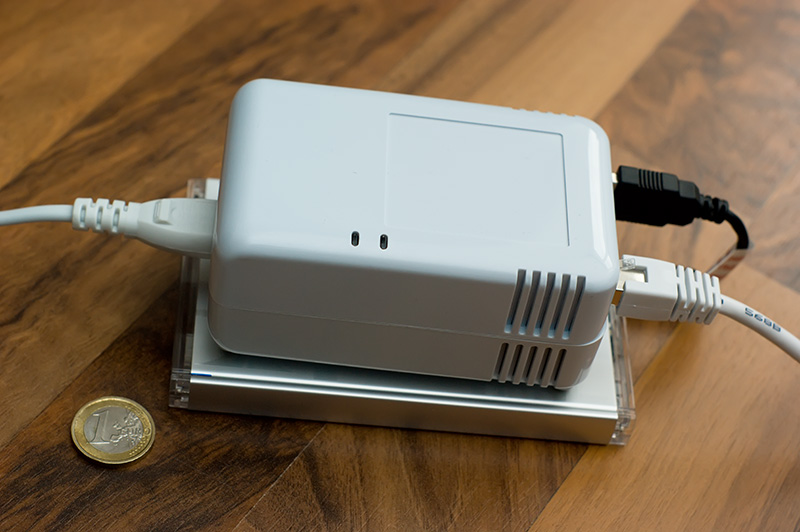
SheevaPlug sur un disque dur externe USB lui servant de stockage de masse et en comparaison avec une pièce d'1 €

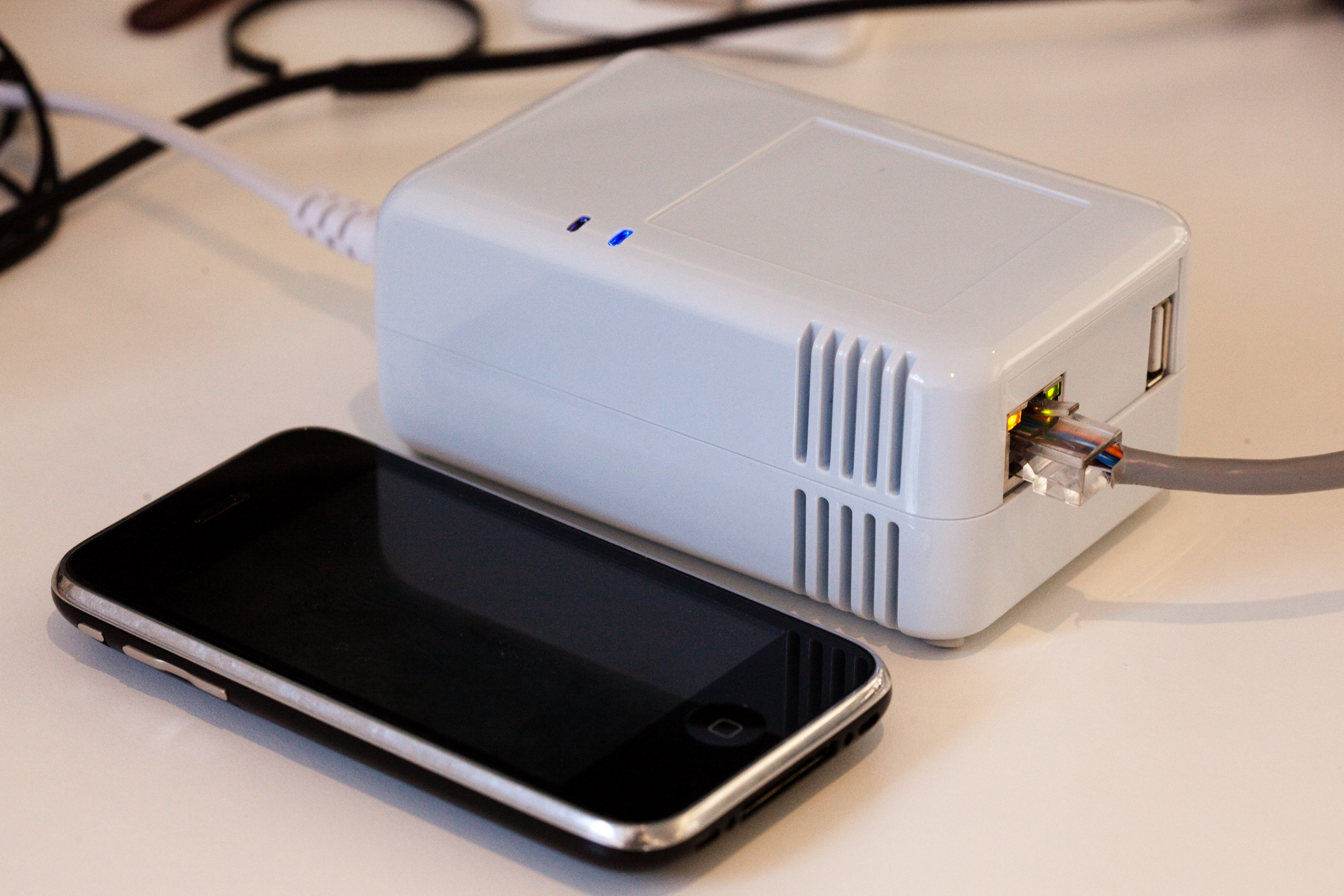
SheevaPlug en comparaison avec un iPhone

Un plug computer est un mini PC dont le facteur de forme (la taille) est particulièrement petit, et dont le coût est généralement réduit ; certains modèles ont la taille d'un boitier CPL, et leur usage est principalement domestique. Ils n'ont souvent pas de carte vidéo.
Il s'agit la plupart du temps de petits serveurs dont les principaux usages sont :
- Partage de fichiers (SMB ou Samba, multimédia, etc.) ;
- Sauvegarde ;
- Serveur web ;
- Passerelle (serveur DLNA).
- service de sauvegarde
- serveur média

Les plug computers consomment en général très peu d'électricité, ce qui les rend intéressants en terme d'économie d'énergie.
Un fabricant par exemple, revendique que son plug computer à 119 $ consomme 1,2 watt et peut coûter 2 $ par an pour fonctionner.

## Exemples de mise en œuvre
Le faible coût de ces machines a conduit entre autres au projet FreedomBox, un plug computer branché en continu à la maison pour garder les communications privées face aux surveillances gouvernementales.
Autre cas de figure : avec l'Agence universitaire de la Francophonie, l'association Wikimédia France développe le projet Afripédia, utilisant des plug computers associés à des émetteurs Wi-Fi pour permettre sur certains campus africains l'accès à Wikipédia sans qu'une connexion internet ne soit nécessaire.